# Joachim Wahl
Joachim Wahl (* 1954) ist ein deutscher Osteologe und Paläoanthropologe.

## Leben und Wirken
Joachim Wahl studierte Biologie, Vor- und Frühgeschichte und Paläontologie an der Universität Frankfurt/M. und legte dort 1979 die Prüfung zum Diplom-Biologen ab. Anschließend promovierte er 1983 im Fach Anthropologie an der Universität Mainz. In seiner Dissertation behandelte er „Anthropologische Untersuchungen an den Leichenbränden des kaiser- und völkerwanderungszeitlichen Urnengräberfeldes von Süderbrarup“. Seit 1983 war Wahl als Referent für Anthropologie beim Landesamt für Denkmalpflege Baden-Württemberg tätig. In Zusammenhang mit zahlreichen Ausgrabungen führte er osteologische Untersuchungen an den Funden durch. In den Jahren von 1992 bis 2007 übernahm er außerdem Lehraufträge an mehreren deutschen Universitäten, seit 2000 im Bereich Paläoanthropologie an der Universität Tübingen. Im Jahre 2002 habilitierte er sich an dieser Universität und lehrt dort als außerordentlicher Professor vor allem auf dem Gebiet der Paläoanthropologie.

## Veröffentlichungen (Auswahl)
- Süderbrarup. Ein Gräberfeld der römischen Kaiserzeit und Völkerwanderungszeit in Angeln. Bd. 2: Anthropologische Untersuchungen (= Urnenfriedhöfe Schleswig-Holsteins, Bd. 11, 2). Wachholtz, Neumünster 1988.
- mit Mostefa Kokabi: Das römische Gräberfeld von Stettfeld. Bd. 1: Osteologische Untersuchung der Knochenreste aus dem Gräberfeld (= Forschungen und Berichte zur Vor- und Frühgeschichte in Baden-Württemberg, Bd. 29). Theiss, Stuttgart 1988, ISBN 3-8062-0788-7.
- Karies, Kampf und Schädelkult. 150 Jahre anthropologische Forschung in Südwestdeutschland (= Materialhefte zur Archäologie in Baden-Württemberg, Bd. 79). Theiss, Stuttgart 2007, ISBN 3-8062-2132-4.
- 15000 Jahre Mord und Totschlag. Anthropologen auf der Spur spektakulärer Verbrechen. Theiss, Stuttgart 2012, ISBN 978-3-8062-2590-7.
- Knochenarbeit. Anthropologen auf Tätersuche. wbg Theiss, Darmstadt 2018, ISBN 978-3-8062-3659-0.
- (Mithrsg. u. Mitautor): Osteologische Paläopathologie. Ein Handbuch für Anthropologen, Mediziner und Archäologen. ehmanns media, Berlin 2022, ISBN 3-96543-314-8.

Außerdem zahlreiche Aufsätze in Fachzeitschriften, vor allem in Fundberichte aus Baden-Württemberg, Denkmalpflege in Baden-Württemberg u. a.